# Château-d’Olonne
Château-d’Olonne ist eine ehemalige französische Gemeinde im Département Vendée in der Region Pays de la Loire. Zum 1. Januar 2019 wurde sie in die Commune nouvelle Les Sables-d’Olonne eingemeindet. Sie hatte zunächst den Status einer Commune déléguée, dieser wurde jedoch mit Beschluss des Gemeinderates vom 4. Februar 2019 wieder zurückgenommen.

## Geografie
Die Ortschaft liegt rund 100 Kilometer südwestlich von Nantes, an der Côte de Lumière in der Bucht von Biscaya. Sie grenzt im Norden an Olonne-sur-Mer, im Nordosten an Sainte-Foy, im Osten an Talmont-Saint-Hilaire und im Westen an Les Sables-d’Olonne.

## Sehenswürdigkeiten
- Abtei Saint-Jean d’Orbestier, 1107 errichtet
- Kirche Saint-Hilaire, errichtet im 17. Jahrhundert anstelle und aus den Steinen des namensgebenden Schlosses Château d’Olonne, das Kardinal Richelieu abreißen ließ, damit sich die Engländer nicht darin festsetzen.

## Städtepartnerschaften
- Worthing, West Sussex, Vereinigtes Königreich, seit 1997

## Sport
Olonne-sur-Mer war Startort der dritten Etappe der Tour de France 2011.